# 宇宙大戦争
『宇宙大戦争』（うちゅうだいせんそう）は、1959年（昭和34年）12月26日に公開された日本のSF特撮映画。製作・配給は東宝。カラー、東宝スコープ。監督は本多猪四郎、主演は池部良。地球侵略を狙う異星人と、それを迎え撃つ地球人類による宇宙戦争を描く。
同時上映は『サザエさんの脱線奥様』。
アメリカやイギリスなどの英語圏では、『BATTLE IN OUTER SPACE』のタイトルで公開された。

## 概要
東宝が『地球防衛軍』に近いコンセプトの姉妹編として製作したSF映画。原作の丘美丈二郎、コンセプトデザインの小松崎茂などが同作品から引き続き参加している。
キャストについては、『地球防衛軍』に登場した安達博士、白石、リチャードソン博士、インメルマン博士という役名が本作品に再登場しているが、インメルマン博士以外は別の俳優が演じている。内容については、極めてスピーディーな演出で地球人と遊星人ナタールの攻防戦が描かれており、同作品よりも画面の色彩が抑えられているうえ、メカニックデザインも実在のものをモチーフにするなど、よりリアルなメカ表現を追求したものとなっている。
東宝特撮としては初めて宇宙を本格的に映像化した作品であるとともに、製作当時における「宇宙に関する最新の情報」が盛り込まれたSF映画でもある。また、宇宙戦闘シーンが作品の多くを占めているのも特徴である。海外上映を考慮し、外国人俳優が物語の中核に位置している。
零号版フィルムでは合成前のカットシーンや合成素材、光線のタイミング、シーンの尺の長さなどが異なったものが収録されており、長らく所在不明とされていたが、後年にはフィルムが発見されて総尺が96分となり、2014年11月24日に日本映画専門チャンネルで『宇宙大戦争＜ロングバージョン＞』と称して初放送された。

## あらすじ
1965年、宇宙ステーションJSS3が謎の空飛ぶ円盤群に襲撃され、反撃するも敵わず宇宙の塵と化す。さらに、世界中で鉄橋や汽船が空中に舞い上がるといった怪事件が続発する。東京郊外の国際宇宙科学センターでは緊急の国際会議が開催され、何者かが意図的に冷却線による超低温状態を作り上げ、物質の核振動を停止して無重力状態にしているのでは、という結論を出す。だが、会議のメンバーであるアーメッド教授がすでに「ナタール」と名乗る異星人に洗脳され、宇宙科学センターで勝村一郎と安達博士によって新開発された熱線砲を盗もうとしていた。幸い、センターの技師・岩村の機転によって熱線砲は無事だったが、任務に失敗したアーメッドは突如飛来した円盤に光線を浴びせられ、小さな金属板を残して溶解する。
調査の結果、その金属板がアーメッドの脳内に埋め込まれて彼を操っていたことや、ナタールがすでに月面に潜伏していることが判明する。国連では、安達博士をはじめとしてリチャードソン博士、勝宮、白石、岩村など16名の科学者・技師から構成される調査隊を編成し、月面への派遣を決定する。だが、出発前夜にドライブを楽しんでいた岩村は不思議な声を聴いた途端、意識と記憶が飛んでしまう。翌日、全世界の人々が見守る中、調査隊を乗せた宇宙探査艇スピップ1号および2号は無事に発射され、月へ直行する。
その途上、ナタールの宇宙魚雷による攻撃に調査隊は迎撃するが、それを出発前夜のドライブ中にナタールに洗脳されていた岩村が妨害する。辛くも攻撃をかわした一同に、ナタールは「これ以上接近すると命の保証はない」と無線で警告する。だが、調査隊は目的を達成すべく月面に強行着陸すると、やむなく岩村を拘束して探査艇に残し、月面探検車でナタールの前線基地へ接近する。前線基地には多数の円盤が待機し、地球侵略の準備を完了していた。そのころ、ナタールの命令で拘束ベルトを解いていた岩村は、機関室の燃料弁と酸化剤タンクを全開してスピップ1号を爆破する。
調査隊は安達博士と勝宮が操縦する月面探検車の熱線砲による攻撃を開始し、激しい光線の撃ち合いの末に前線基地の機能を一時停止させることに成功する。その後、地球への帰路に就いたところでナタールの円盤群に追撃されるが、それを迎撃したのは月面探検車と、前線基地の機能停止によってナタールの洗脳が解けた岩村だった。小型熱線銃1丁で円盤群に立ち向かう岩村を残し、爆破をまぬがれたスピップ2号で一同は月面を脱出するが、岩村の犠牲的精神に涙しない者はなかった。
この事件は世界中に衝撃を与え、ナタールの前線基地復旧および地球総攻撃は時間の問題であり、全力をもって迎え撃つべきという世論が各国で高まる。その結果、熱線兵器を搭載した宇宙戦闘機と地対空熱線砲が量産され、対ナタール戦の準備が進められる。そして、ついに地球へ襲来するナタールの円盤群に対して人類は宇宙戦闘機を続々と打ち上げ、ここに決戦の火ぶたは切られた。

## 登場キャラクター

### ナタール人
超低温の冷却線によって物質の核振動をゼロにする無重力攻撃を武器とする侵略宇宙人。月面では甲冑風の宇宙服を着込んでおり、素顔は不明。宇宙服の手足は3本指となっている。地球人の女性よりも小柄である。金属片をこめかみに埋め込むことにより、特定の人物をロボットにして脳波コントロールで操れる。主な戦力は円盤と宇宙魚雷。地球侵略の前線基地を月面に設営しており、最終決戦では小型円盤数機を従えた司令母艦で地球に来襲する。
- 『地球防衛軍』に登場するミステリアンは人類を共通する要素を持ちうる存在として背景設定が描かれていたのに対し、ナタール人は背景や侵略目的などは描写されず、感情移入する余地がない侵略者とすることで、物語を徹底した地球人と侵略者の攻防に絞っている[24]。
- 小松崎による初期デザイン画では緑血人類という名称で描かれており、植物宇宙人とされていた[37][19]。脚本でも植物と思わせる描写が存在した[35]。コスチュームデザインは渡辺明による[37]。
- 脚本では、地球に潜入したナタール人の様子が描写されており、ピクトリアルスケッチも描かれていた[38]。
- 岩村役の土屋嘉男は、自身が『地球防衛軍』のミステリアンや『怪獣大戦争』のX星人などで宇宙人の演技を工夫していたこともあり[注釈 7]、本作品でのナタール人が怪物の演技にありがちな「ぴょこぴょこ歩き」であったことに不満を述べている[39]。

## 登場メカニック
スピップ号
国際宇宙科学センターが開発した原子力燃料を使用する宇宙ロケット（宇宙艇）。作中には2機が登場し、それぞれ機首・噴射口・尾翼先端部の色が異なる（1号艇は赤、2号艇は青）。乗員は8名。胴体には「JAPAN SPACE PATROLE」の文字、尾翼には「FFE」または「JFE」の文字と国連マークがそれぞれ描かれている。船体には特殊金属S250号が使用されており、武器として機首に熱線砲を有するほか、機首に宇宙レーダーを、胴体内部に月面探険車1台をそれぞれ搭載している。自動防御システムが備えられているが、1号艇はナタールに洗脳された岩村によって内部から爆破されてしまう。
- ミニチュアは、ギミック付きの2メートル大のものと、遠景飛行シーン用の約60センチメートルの小型モデルの2種類が造形された。1号艇と2号艇のミニチュアは共通で、塗装を塗り替えている。素材はバルサ材やブリキ。大型のものは、ハッチやエレベーターなどの可動、ランディングギアの差し替えなどのギミックが設けられていた。月面着陸場面のため、下半分の実物大模型も作られた。作中では尾翼に国連マークが描き込まれているが、宣伝ポスターや合成スチール写真では旧日本軍のような白い縁取りの日の丸が描き込まれていた。上昇シーンは、特撮ステージでは高さが足りないため、奥多摩の万年橋や三浦市の城ヶ島大橋から吊って撮影した。

月面探険車（月面探検車）
スピップ号に搭載されている車両。蛇腹で前後を繋いだ連接式の装軌車両で、通常はキャタピラで移動するが、月の空気を有する地帯ではエアークッションを用いてホバー飛行も可能。スピップ号と同様の熱線砲を装備している。スピップ号に1台ずつ搭載されており、2台が登場したが、1台はナタールの攻撃でキャタピラが切れて動けなくなってしまったため、放棄される。
- 月面探査が進んでいない時期に製作されたため、「月面の一部に希薄な大気が存在する」という当時の学説のひとつを援用し、ホバークラフト効果で高速移動する場面がある。
- 造形物は、前部のみの実物大のものが1台と、ミニチュアが2機制作された。ミニチュアは、散水ギミックによりホバー走行を表現している。実物大造形物を手がけた舞台責任者の跡見昭は、まだ人類が月に行っていない時代に作られたデザイン性の高さを評価している。
  - 幼少期から東宝撮影所に出入りしていた特撮監督の原口智生によれば、ミニチュア置き場を見学した際に月面探検車のミニチュアも置かれていたが、あまり大事にされている状態ではなかったことを証言している。原口自身も、そのころは本作品を未見であったため、何のミニチュアかもわかっていなかったという。

宇宙ステーションJSS-3（宇宙ステーションJSS3）
国際宇宙科学センターが運用していた宇宙ステーション。形状はドーナッツ型で、外周のリング部を回転させることによって遠心力を用いた人工重力を発生させている模様。また、上部に光線砲を有しているが、ナタール人の円盤には効かなかった。過去にたびたびナタール人の怪電波を傍受しており、冒頭でナタール円盤の攻撃を受けて破壊される。
- 脚本では、ロケット弾を装備すると記述している。

戦闘ロケット
本来は無人の宇宙偵察用小型ロケットであったが、ナタール人の来襲に伴い戦闘用の有人戦闘機として急遽改造され、ソ連のシベリア平原、米国のテキサス平原、東京国際宇宙科学センターから発進してナタール円盤を迎撃する。宇宙空間と大気圏内の両方を飛行できる。ソ連タイプと米国タイプの2種類があり、熱線砲を装備している。乗員は1名。
- 発進シーンおよび空中戦用に木製のミニチュアが多数製作されている。米国・日本所属機とソ連所属機ではデザインが違う。一部の機体のみ、アップ用に噴射炎ギミックが仕込まれている。このうちの1機は、2021年時点で現存が確認されている。

熱線放射機（熱線放射器、熱線砲）
原子力R600をエネルギー源とするパラボラアンテナ型の巨大熱線砲。円筒型の支柱に支えられたA型とU字型の支柱に支えられたB型がある。東京国際宇宙科学センターに配備され、東京を襲撃したナタール円盤を迎撃し、全滅させた。
また、これらとは別に月面調査隊の装備品として、ライフル銃タイプの熱線銃や、月面車の銃座に据え付ける重機関銃ほどの大きさの熱線放射機も登場している。
- B型のミニチュアは後に、『妖星ゴラス』に富士山麓宇宙港のレーダーとして、『世界大戦争』に連邦国ICBM基地の地上レーダーとして流用されている。

ナタール円盤
ナタール人の戦闘兵器。無重力状態を作り出す冷却線と光線を発射。
- ミニチュアは、『地球防衛軍』のミステリアン円盤の流用である。新造の透明ドーム部分は、塩化ビニールをヒートプレスしたもの。戦闘シーンでは、新造のものも多数用いられた。円盤のほか、小松崎により走行車がデザインされていた。
- ミニチュアはその後、『三大怪獣 地球最大の決戦』（1964年）での宇宙円盤クラブ会長の部屋に飾られている。

ナタール母艦
ナタール人の母艦。

宇宙魚雷
隕石型の兵器で、ニューヨーク市街などに落下して大きな被害を与える。

## 出演
- 勝宮一郎[出典 34] - 池部良
- 白石江津子[出典 35] - 安西郷子
- 安達博士[出典 36] - 千田是也
- 岩村幸一[2][70] - 土屋嘉男
- 小暮技師[2][74][注釈 12] - 伊藤久哉
- 岡田隊員[2][74] - 桐野洋雄
- 防衛司令官[2][75] - 高田稔
- 有明警部[2][70] - 村上冬樹
- アーメット教授[2][70] - ジョージ・ワイマン
- リチャードソン博士[2][70] - レオナルド・スタンフォード
- インメルマン博士[出典 37] - ハロルド・コンウェイ
- 戦闘ロケット隊隊長[2][74] - 野村浩三
- 保線工夫[2][74] - 沢村いき雄
- 急行列車運転手[2][74] - 堤康久
- 急行列車助手[2][74] - 加藤茂雄
- 副官[2][75] - 岡部正
- スピップ1号乗員[2][75] - レオナルド・ウェルチ、マルコン・ピアーズ
- スピップ1号乗員[出典 38] - 緒方燐作
- スピップ2号乗員[2][75] - オスマン・ユセフ、佐藤功一、ハインズ・ボトメル、岡豊、荒木保夫
- シルビア[2][70] - エリス・リクター
- 陸将[2][75] - 熊谷二良
- 海将[2][75] - 手塚勝己
- 空将[2][75] - 津田光男
- リチャードソン博士夫人[2][78] - ドナ・カールソン
- 人工衛星通信員[2][75] - 旗持貴佐夫
- 会議出席者[2][78] - 山田圭介
- 人工衛星乗組員[2][75] - 上村幸之
- 記者[2][78] - 門脇三郎
- 人工衛星乗組員[2][78] - 権藤幸彦
- 国際宇宙科学センター職員[2][78] - 広田新二郎

### ノンクレジット
- 米国代表 - エド・キーン[2][79][10]
- 国際宇宙科学センター職員 - 川又吉一[2]、河辺昌義[2]
- 会議出席者 - 千葉一郎[2]、速水洸[2]
- ビラ撒きの女 - 小西瑠美[2]
- 銀座の警官：向井淳一郎[80]

## スタッフ
参照

### 本編
- 製作：田中友幸
- 原作：丘美丈二郎[81]
- 脚本：関沢新一[81]
- 音楽：伊福部昭[81]
- 撮影：小泉一[81]
- 美術：安倍輝明[81]
- 録音：三上長七郎[81]
- 照明：石川緑郎[81]
- 編集：平一二[81]
- チーフ助監督：梶田興治
- 製作担当者：坂本泰明[81]
- 整音：宮崎正信
- スチール：田中一清
- 現像所：東洋現像所
- 監督：本多猪四郎[81]

### 特殊技術
- 特技監督：円谷英二[81]
- 撮影：有川貞昌[81]
- 美術：渡辺明[81]
- 照明：岸田九一郎[81]
- 火薬：山本久蔵、渡辺忠昭[81]
- 石膏チーフ[要出典]：利光貞三
- 操演[要出典]：中代文雄
- 特技助監督：浅井正勝[81]
- チーフ助監督[要出典]：浅井正勝
- 撮影助手[要出典]：山本武
- 美術助手[要出典]：井上泰幸
- 特技編集：石井清子[81]
- 編集助手[要出典]：石井清子
- 記録[2]：久松桂子
- コンセプトデザイン[要出典]：小松崎茂
- 作画合成[出典 39]：向山宏[81]
- 光学撮影[出典 39]：荒木秀三郎

## 製作
公開時期については、当初はゴールデンウィークを予定していたが、万全の体制で制作するため、年末に延期された。監督の本多猪四郎は、本作品のころには会社側の考え方がイージーになっており、予算のことしか言わないデスクが威張りだしていたためにうまくいかなかったと、後年のインタビューで述懐している。
メカニックについては、ナタール側も地球側もすべて小松崎茂のデザインを入江義雄が図面に起こし、井上泰幸らによって製作された。小松崎は、本作品を『地球防衛軍』のシリーズ作品と捉え、デザインでも同作品との統一性を図っている。
『地球防衛軍』同様、外国人俳優が多数出演しており、全地球規模の戦いを表現している。
音楽は伊福部昭が担当。クライマックスの戦闘シーンにおける5分間におよぶマーチは、『ゴジラ』（1954年）でのフリゲートマーチや『大怪獣バラン』（1958年）でのバランと艦隊の攻防戦でのマーチを組み合わせており、オスティナートやアレグロなどを用いた伊福部を代表する楽曲に数えられる。後年、同曲は映画『シン・ゴジラ』（2016年）でも使用されている。

### 特撮
人間が地上から円盤に吸い上げられるシーンでは、ヘリコプターによる空撮を逆再生しているが、撮影に夢中となった結果、ヘリが民家の庭に着陸してしまったという。
国連宇宙科学センターのゲートの撮影には、開通前であった真鶴道路の料金所が用いられた。
地球側の迎撃ミサイル基地のセットを設営する際には、スタジオの高さが足りなかったため、美術スタッフの井上泰幸は独断でスタジオの地面を掘り下げてこれを行い、守衛に見つかって本社から大目玉を食らった。怒られている井上の後方にて特技監督の円谷英二は必死に笑いをこらえていたが、井上がロケット打ち上げのシーンで「天井も空けますか？」と提案したところ、円谷は「乱暴なことはやめろ！」と叫んだという。
ナタール人の攻撃で浮き上がる鉄橋は、国鉄御殿場線のものを模しており、同所は『地球防衛軍』でもロケに使用していた。
劇中後半の冷却線によって建物が崩壊して空中に舞い上がるという東京攻撃のシーンは、発泡スチロールなど軽い素材で造られた市街地のセットの根元に圧縮エアボンベを仕込み、高圧空気を一気に吹き出させることにより、建物や車両の浮上を表現している。
本作品で作られた石膏製の3尺サイズの月の表面のミニチュアは、のちにさまざまな特撮映画に流用されている。『地球攻撃命令 ゴジラ対ガイガン』では、M宇宙ハンター星雲人の司令官が座る椅子の背もたれとして使われた。また、月面探検隊の宇宙服は、後年に特撮テレビドラマ『ウルトラマン』第38話のQ星探検服に流用されている。
ロケは伊豆大島でも行われたが、三原山を月面に見立てたシーン（後述）の際には、千田がパイプをくわえたままヘルメットをかぶった結果、咳き込んだ弾みに衣装の宇宙服が破れてしまい、その日の撮影は中止になったという。

### 科学考証
本作品では「侵略者ナタール人の基地は月の裏側にある」という設定になっており、国際会議の場面で月の裏側の図解が登場する。これは映画公開より少し前の1959年10月4日、ソ連の無人探査機ルナ3号が世界で初めて撮影に成功した月面裏側の写真に基いて作図されたものである。原作の丘美丈二郎は、当時は月の裏側への関心が強い時代であったと述べている。
ナタール人の武器である「冷却線による浮遊現象」のSF考証の基礎となっている「重力の本質は核振動であり、物質が絶対零度に近づくほど、核振動が微細なものとなる。したがって、絶対零度近くにまで冷やされた物体は無重量状態となる」という理論は、丘美が朝日新聞の科学欄の記述をもとにしたといい、映画制作当時に唱えられていた仮説に基づいているが、実際は当時の物理学でもすでに否定されていた学説である。
月面のシーンは、1950年に噴火した三原山の溶岩地帯にて撮影された。重力の少ない月面でのフワフワとした歩行演技は土屋嘉男の発案によるものであり、共演者たちには半信半疑で抵抗する者もいたが、土屋はのちにアポロ宇宙船（アポロ11号）の月面着陸の中継映像を見て、我が意を得たりの思いだったと語っている。月面のセットは、東宝撮影所の第8・第9ステージに作られた。セットでの月面歩行は、スプリング入りのマットレスやピアノ線による吊りなどで表現している。円谷も月面着陸の描写にはこだわっていたといい、アポロ11号の着陸の際には自身の描写にそっくりであったことに喜んでいたという。

## 映像ソフト
- 1982年にビデオソフトが発売[97]。品番 TG4158[98]
- LD 品番 TLL2489[98]
- DVD
  - 2004年10月29日に発売された[99][100]。オーディオコメンタリーは梶田興治[99]。
  - 2014年2月7日に、期間限定プライス版として再発売された[101]。
  - 2015年7月15日に、東宝DVD名作セレクションとして再発売された[102]。
- Blu-ray
  - 2025年8月20日に、発売予定。

## 漫画
- 『宇宙大戦争』（光文社『少年』15巻1号、保谷よしぞう画、1960年）[出典 44]
- 『宇宙大戦争』（あかしや書房、大野みきお画、1960年）[106]

## 関連作品
- 映画『アワモリ君乾杯!』 - 劇中、ナタール人や戦車が登場する。
- 映画『惑星大戦争』 - 本作品の一部のシーンが流用されている。
- 特撮テレビドラマ『キャプテンウルトラ』（1967年） - 「宇宙大戦争」の名称が企画段階での仮タイトルとして用いられている[107][108]。